# Јована Куљача
Јована Куљача (Подгорица, 6. мај 2004), црногорска је пливачица, учесница олимпијских игара и вишеструка национална рекордерка, чија ужа специјалности су спринтерске трке слободним и леђним стилом.

## Спортска каријера
Јована је започела са пливачким такмичењима као чланица пливачког клуба Будванска ривијера из Будве са којим је учесвовала углавном на локалним такмичењима. За репрезентацију Црне Горе је дебитовала на Играма малих земаља Европе 2019, чији домаћин је управо био град Будва. Нешто касније исте године наступила је и на Олимпијском фестивалу младих Европе у Бакуу.
Дебитантске наступе на највећим сениорским такмичењима је имала у зиму 2021, прво на Европском првенству у малим базенима у Казању, а потом и на Светском првенству у Абу Дабију.
Током 2022. такмичила се на Првенству света у великим базенима у Будимпешти (57. место на 50 слободно и 33. место на 50 леђно), те на Европском првенству у Риму (39. место на 50 слободно).
Такмичила се и на светским пренствима у Фукуоки 2023. и Дохи 2024. године. У Дохи је остварила пласмане на 64. место у трци на 50 слободно (у конкуренцији 109 такмичрки) и на 52. место на 100 слободно (у конкуренцији 85 такмичарки). Пар месеци касније наступила је и на Европском првенству у Београду, али без неких значајнијих резултата.
Захваљујући специјалној позивници учествовала је на Олимпијским играма у Паризу 2024. године. У Паризу је пливала у квалификацијама трке на 50 метара слободним стилом. Наступила је у петој квалификационој групи где је пливала у стази 3, и са временом од 27.19 секунди заузела је прво место у својој квалификационој групи, односно укупно 40. место у конкуренцији 79 такмичарки.